# Marco Polo (film 1938)
Marco Polo (tytuł oryg. The Adventures of Marco Polo) – amerykański film przygodowy z 1938 w reżyserii Archiego Mayo i według scenariusza Roberta E. Sherwooda. W rolach głównych wystąpili Gary Cooper, Basil Rathbone i Sigrid Gurie. Film był jedną z bardziej wyszukanych i kosztownych produkcji Samuela Goldwyna.

## Obsada
Opracowano na podstawie materiału źródłowego:

- Gary Cooper – Marco Polo
- Basil Rathbone – Ahmed
- Sigrid Gurie – księżniczka Kukachin
- George Barbier – Kublai Khan
- Binnie Barnes – Nazama
- Ernest Truex – Binguccio
- Alan Hale Sr. – Kaidu
- H.B. Warner – Chen Tsu
- Robert Greig – Chamberlain
- Ferdinand Gottschalk – perski ambasador
- Henry Kolker – Nicolo Polo
- Lotus Liu – Visakha
- Stanley Fields – Bayan
- Harold Huber – Toctai
- Lana Turner – pokojówka Nazamy